# Cristiano di Brandeburgo-Bayreuth
Cristiano di Brandeburgo-Bayreuth (Cölln, 30 gennaio 1581 – Bayreuth, 30 maggio 1655) fu un membro della casata di Hohenzollern e margravio di Brandeburgo-Kulmbach (che successivamente prese il nome di Brandeburgo-Bayreuth).
Era il maggiore degli undici figli dell'elettore Giovanni Giorgio di Brandeburgo e della sua terza moglie, la principessa Elisabetta di Anhalt-Zerbst.

## Biografia
La morte senza eredi del margravio Giorgio Federico di Brandeburgo-Ansbach nel 1603 segnò l'estinzione dell'originaria linea dei margravi di Brandeburgo-Ansbach-Kulmbach. Cristiano ereditò Kulmbach e suo fratello minore, il margravio Gioacchino Ernesto ricevette Ansbach.
Questa ripartizione delle terre venne legittimizzata nel 1598 con il contratto di Gera, che venne preparato per questa occasione. Prese il governo di Kulmbach contemporaneamente al fratello Gioacchino Ernesto per l'Ansbach e nel 1604 spostò la sede del potere da Kulmbach a Bayreuth e quindi Plassenburg, anche se a Kulmbach rimase la principale fortezza della regione. Di conseguenza il principato cambiò nome da Brandeburgo-Kulmbach a Brandeburgo-Bayreuth.
Nel 1606 venne eletto colonnello della provincia di Franconia. Fu uno dei fondatori dell'Unione protestante e formò un'alleanza durante la guerra dei Trent'anni con la Svezia. L'imperatore Ferdinando II d'Asburgo lo depose dal governo di Bayreuth nel 1635 anche se di fatto continuò a governare la regione.

## Matrimonio e figli
Il 29 aprile 1604 sposò a Plassenburg Maria di Hohenzollern, figlia del duca Alberto Federico di Prussia, dalla quale ebbe nove figli:
1. Elisabetta Eleonora (19 ottobre - 20 ottobre 1606);
2. Giorgio Federico (nato e morto il 23 marzo 1608);
3. Anna Maria (30 dicembre 1609 - 8 maggio 1680); sposò il 23 ottobre 1639 il principe Giovanni Antonio I di Eggenberg;
4. Agnese Sofia (19 luglio 1611 - 1º dicembre 1611);
5. Maddalena Sibilla (27 ottobre 1612 - 20 marzo 1687); sposò il 13 novembre 1638 l'elettore Giovanni Giorgio II di Sassonia;
6. Cristiano Ernesto (18 novembre 1613 - 4 febbraio 1614);
7. Ermanno Augusto (8 ottobre 1615 - 6 febbraio 1651), padre del futuro margravio Cristiano Ernesto;
8. Giorgio Alberto (20 marzo 1619 - 27 settembre 1666), ereditò Kulmbach ma non regnò mai;
9. Federico Guglielmo (11 maggio - 12 maggio 1620).

## Ascendenza
|                                   |                             |                           | Genitori                    |  |  | Nonni |  |  | Bisnonni                    |  |  | Trisnonni                 |  |
|                                   |                             |                           |                             |  |  |       |  |  | Gioacchino I di Brandeburgo |  |  | Giovanni I di Brandeburgo |  |
|                                   |                             |                           |                             |  |  |       |  |  | Gioacchino I di Brandeburgo |  |  | Giovanni I di Brandeburgo |  |
|                                   |                             | Elisabetta di Danimarca   |                             |  |  |       |  |  | Gioacchino I di Brandeburgo |  |  |                           |  |
| Gioacchino II di Brandeburgo      |                             |                           |                             |  |  |       |  |  | Gioacchino I di Brandeburgo |  |  |                           |  |
|                                   |                             | Elisabetta di Danimarca   | Giovanni di Danimarca       |  |  |       |  |  |                             |  |  |                           |  |
|                                   |                             | Elisabetta di Danimarca   | Giovanni di Danimarca       |  |  |       |  |  |                             |  |  |                           |  |
|                                   |                             | Elisabetta di Danimarca   | Cristina di Sassonia        |  |  |       |  |  |                             |  |  |                           |  |
| Giovanni Giorgio di Brandeburgo   |                             | Elisabetta di Danimarca   |                             |  |  |       |  |  |                             |  |  |                           |  |
|                                   |                             | Giorgio di Sassonia       | Alberto III di Sassonia     |  |  |       |  |  |                             |  |  |                           |  |
|                                   |                             | Giorgio di Sassonia       | Alberto III di Sassonia     |  |  |       |  |  |                             |  |  |                           |  |
|                                   |                             | Giorgio di Sassonia       | Sidonia di Boemia           |  |  |       |  |  |                             |  |  |                           |  |
| Maddalena di Sassonia             |                             | Giorgio di Sassonia       |                             |  |  |       |  |  |                             |  |  |                           |  |
|                                   |                             | Barbara Jagellona         | Casimiro IV di Polonia      |  |  |       |  |  |                             |  |  |                           |  |
|                                   |                             | Barbara Jagellona         | Casimiro IV di Polonia      |  |  |       |  |  |                             |  |  |                           |  |
|                                   |                             | Barbara Jagellona         | Elisabetta d'Asburgo        |  |  |       |  |  |                             |  |  |                           |  |
| Cristiano di Brandeburgo-Bayreuth |                             | Barbara Jagellona         |                             |  |  |       |  |  |                             |  |  |                           |  |
|                                   | Giovanni V di Anhalt-Zerbst | …                         |                             |  |  |       |  |  |                             |  |  |                           |  |
|                                   | Giovanni V di Anhalt-Zerbst | …                         |                             |  |  |       |  |  |                             |  |  |                           |  |
|                                   | Giovanni V di Anhalt-Zerbst | …                         |                             |  |  |       |  |  |                             |  |  |                           |  |
| Gioacchino Ernesto di Anhalt      | Giovanni V di Anhalt-Zerbst |                           |                             |  |  |       |  |  |                             |  |  |                           |  |
|                                   |                             | Margherita di Brandeburgo | Gioacchino I di Brandeburgo |  |  |       |  |  |                             |  |  |                           |  |
|                                   |                             | Margherita di Brandeburgo | Gioacchino I di Brandeburgo |  |  |       |  |  |                             |  |  |                           |  |
|                                   |                             | Margherita di Brandeburgo | Elisabetta di Danimarca     |  |  |       |  |  |                             |  |  |                           |  |
| Elisabetta di Anhalt-Zerbst       |                             | Margherita di Brandeburgo |                             |  |  |       |  |  |                             |  |  |                           |  |
|                                   |                             | Wolfgang von Barby        | …                           |  |  |       |  |  |                             |  |  |                           |  |
|                                   |                             | Wolfgang von Barby        | …                           |  |  |       |  |  |                             |  |  |                           |  |
|                                   |                             | Wolfgang von Barby        | …                           |  |  |       |  |  |                             |  |  |                           |  |
| Agnese di Barby                   |                             | Wolfgang von Barby        |                             |  |  |       |  |  |                             |  |  |                           |  |
|                                   |                             | …                         | …                           |  |  |       |  |  |                             |  |  |                           |  |
|                                   |                             | …                         | …                           |  |  |       |  |  |                             |  |  |                           |  |
|                                   |                             | …                         | …                           |  |  |       |  |  |                             |  |  |                           |  |
|                                   |                             | …                         |                             |  |  |       |  |  |                             |  |  |                           |  |